# Сенд Сити (град, Калифорния)
Сенд Сити (на английски: Sand City) е град в окръг Монтерей, щата Калифорния, САЩ. Сенд Сити е с население от 387 жители (по приблизителна оценка от 2017 г.) и обща площ от 7,6 km². Намира се на 22 m надморска височина. ЗИП кодовете му са 93955, а телефонният му код е 831.